# Brayan Cortés
Brayan Josué Cortés Fernández (ur. 11 marca 1995 w Iquique) – chilijski piłkarz występujący na pozycji bramkarza, reprezentant Chile, od 2018 roku zawodnik Colo-Colo.